# 慈利毛蕨
慈利毛蕨（学名：Cyclosorus ciliensis）为金星蕨科毛蕨属下的一个种。